# Paolo Portoghesi

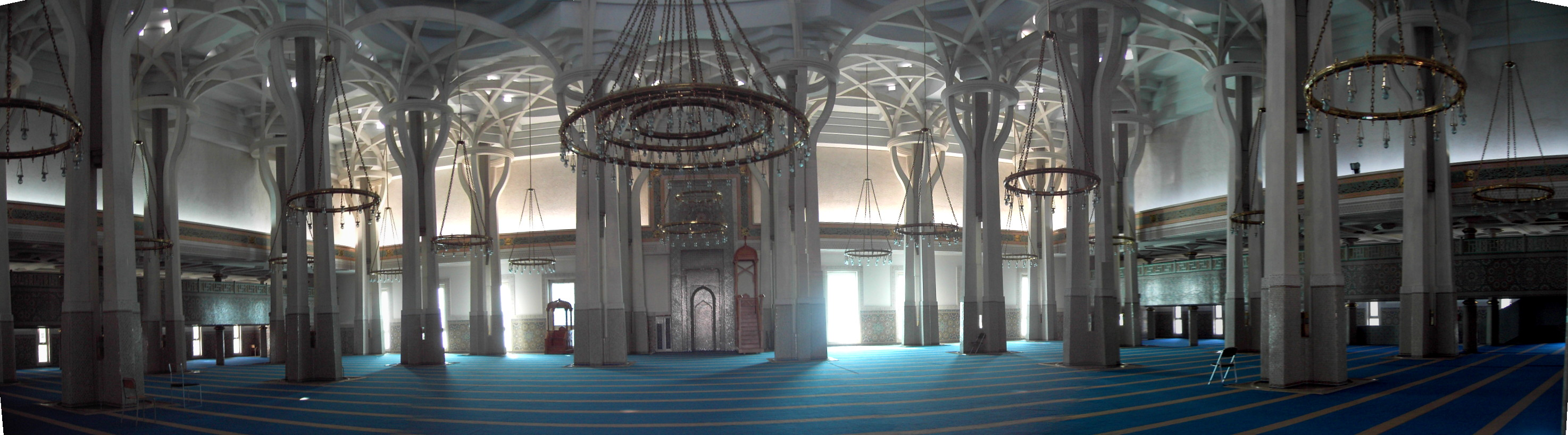
Mesquita Central - Roma 1974

Paolo Portoghesi (Roma, 2 de novembro de 1931 – Calcata, 30 de maio de 2023) foi um arquiteto, teórico, historiador e professor italiano.

## Carreira
Foi professor de Arquitetura da Universidade de Roma - La Sapienza. Ocupou o cargo de presidente da seção de arquitetura da Bienal de Veneza entre 1979 e 1992, foi editor chefe do jornal Controspazio (1969-83), e reitor da Faculdade de Arquitetura na Universidade Politécnica de Milão (1968-78).

## Morte
Portoghesi morreu no dia 30 de maio de 2023, aos 91 anos.

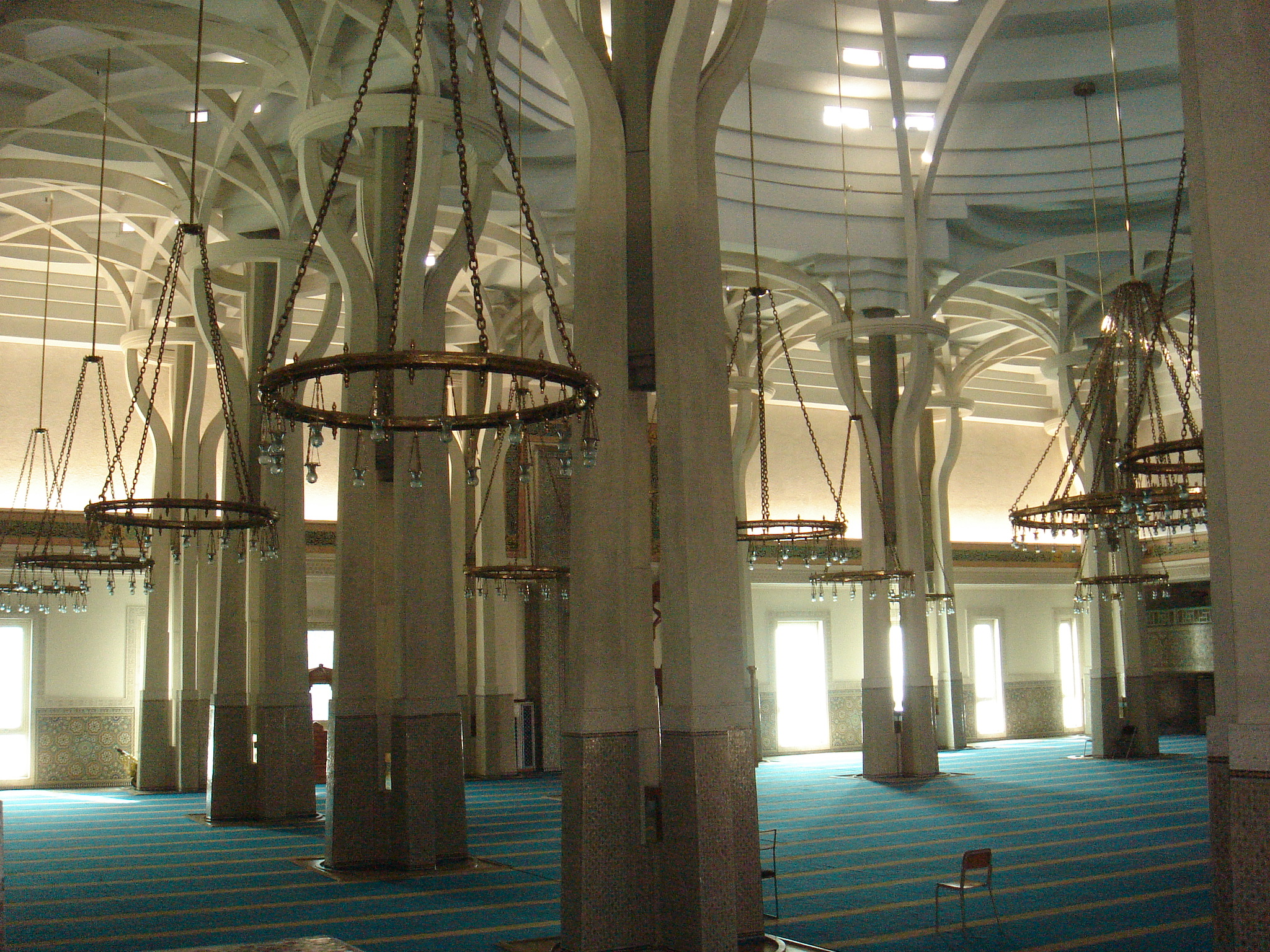
Interior da Mesquita de Roma, 1974

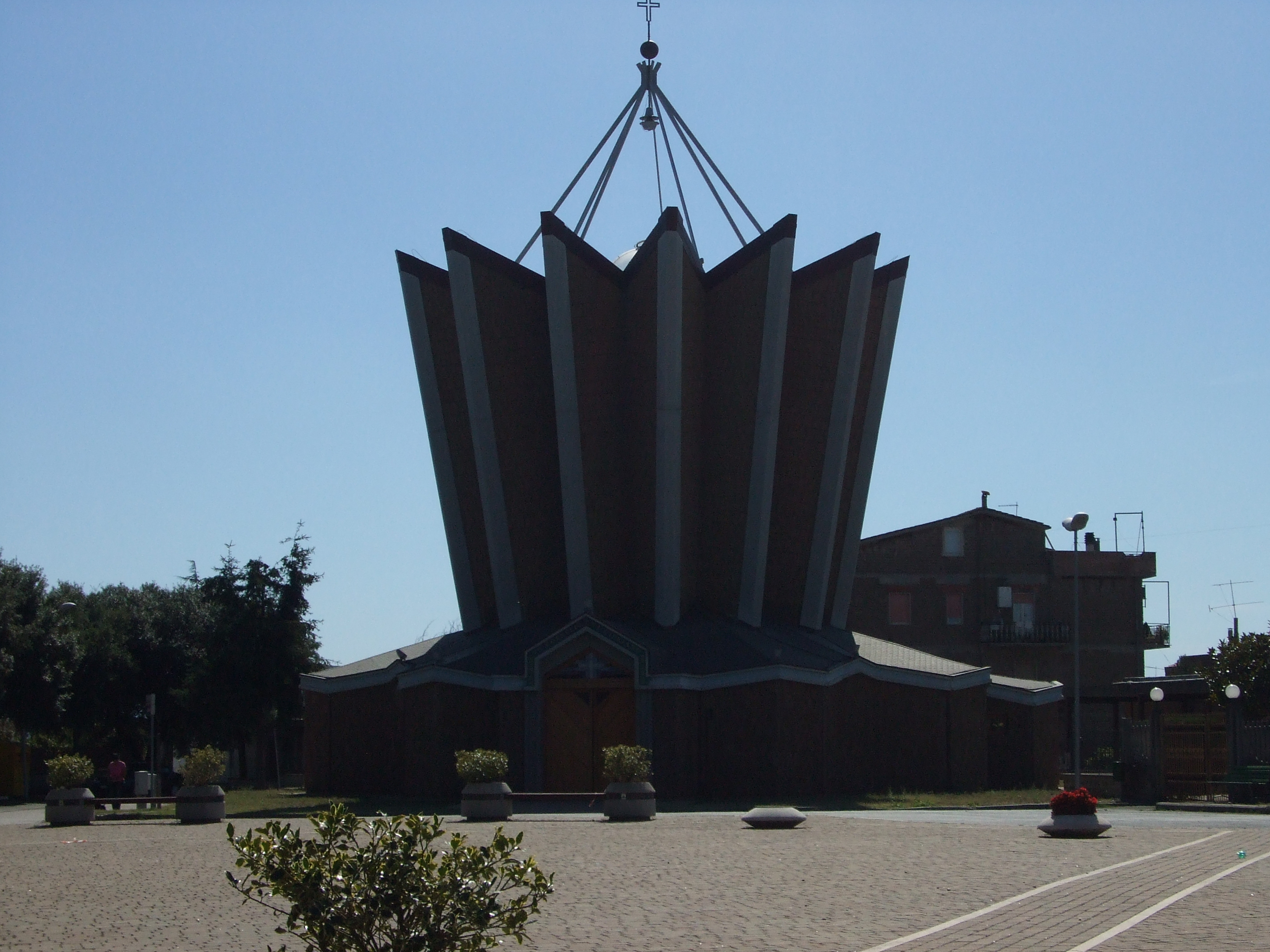
A nova igreja de Calcata

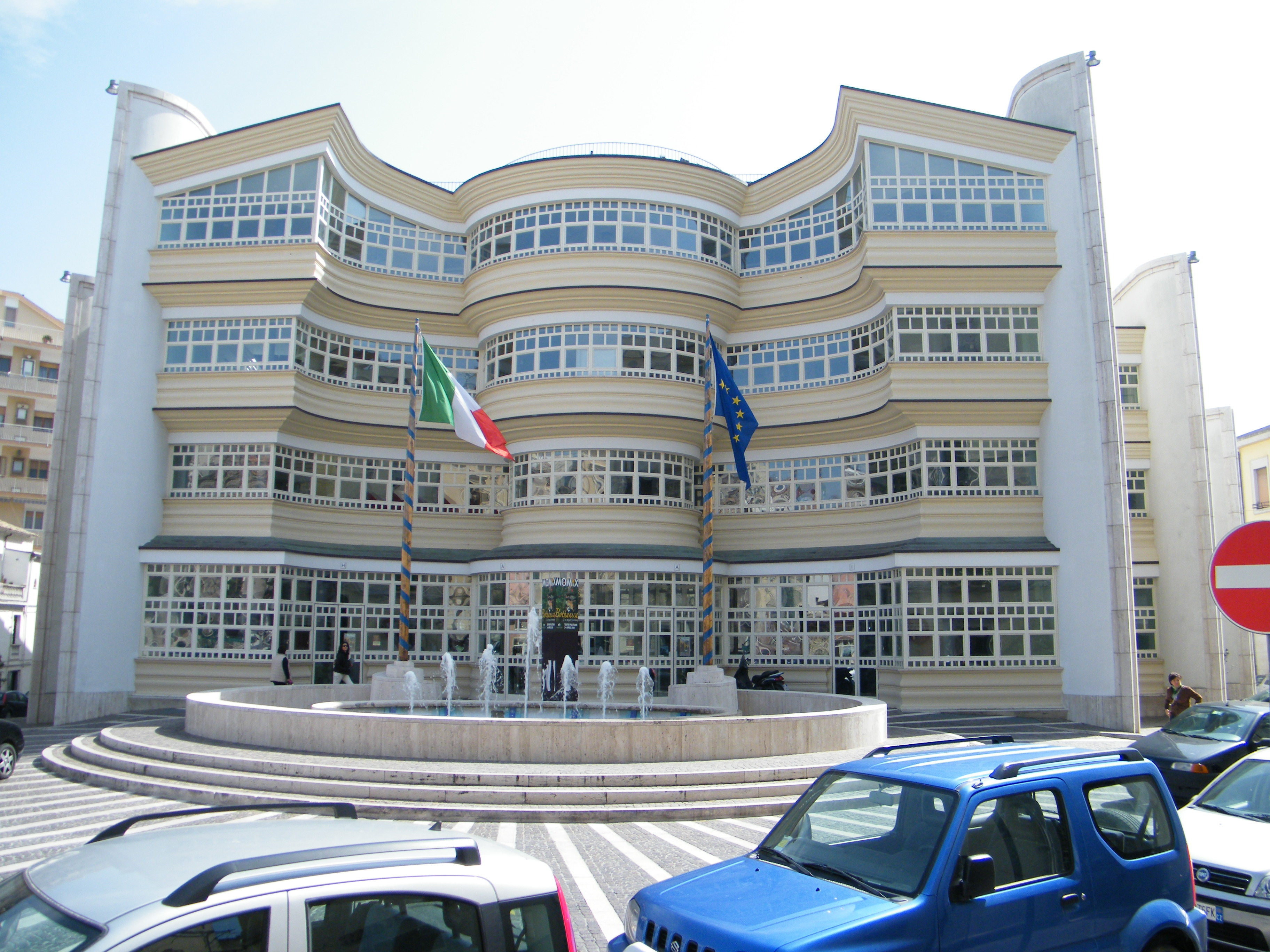
O Teatro Politeama em Catanzaro, 2002

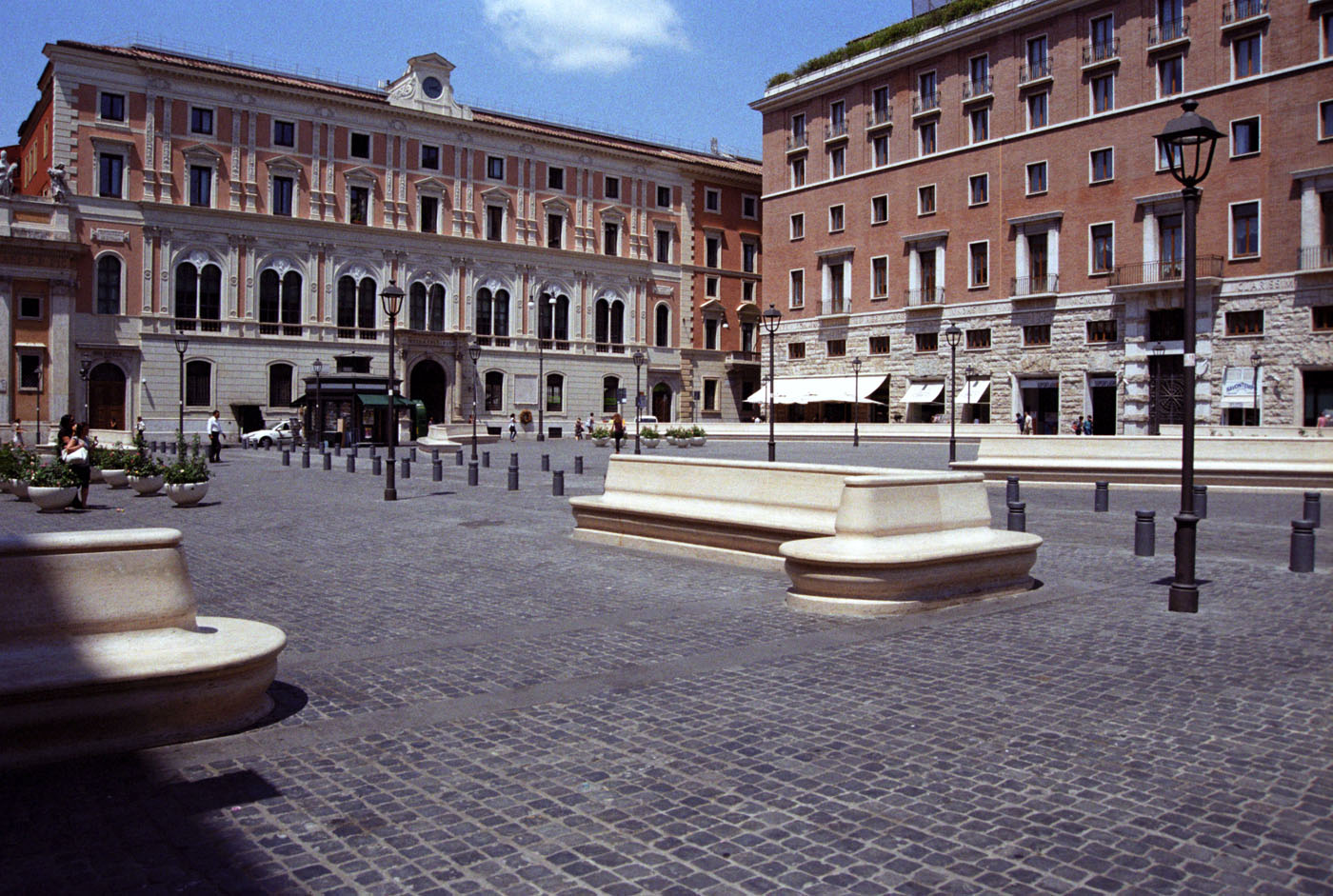
O arranjo da Piazza San Silvestro em Roma, 2012

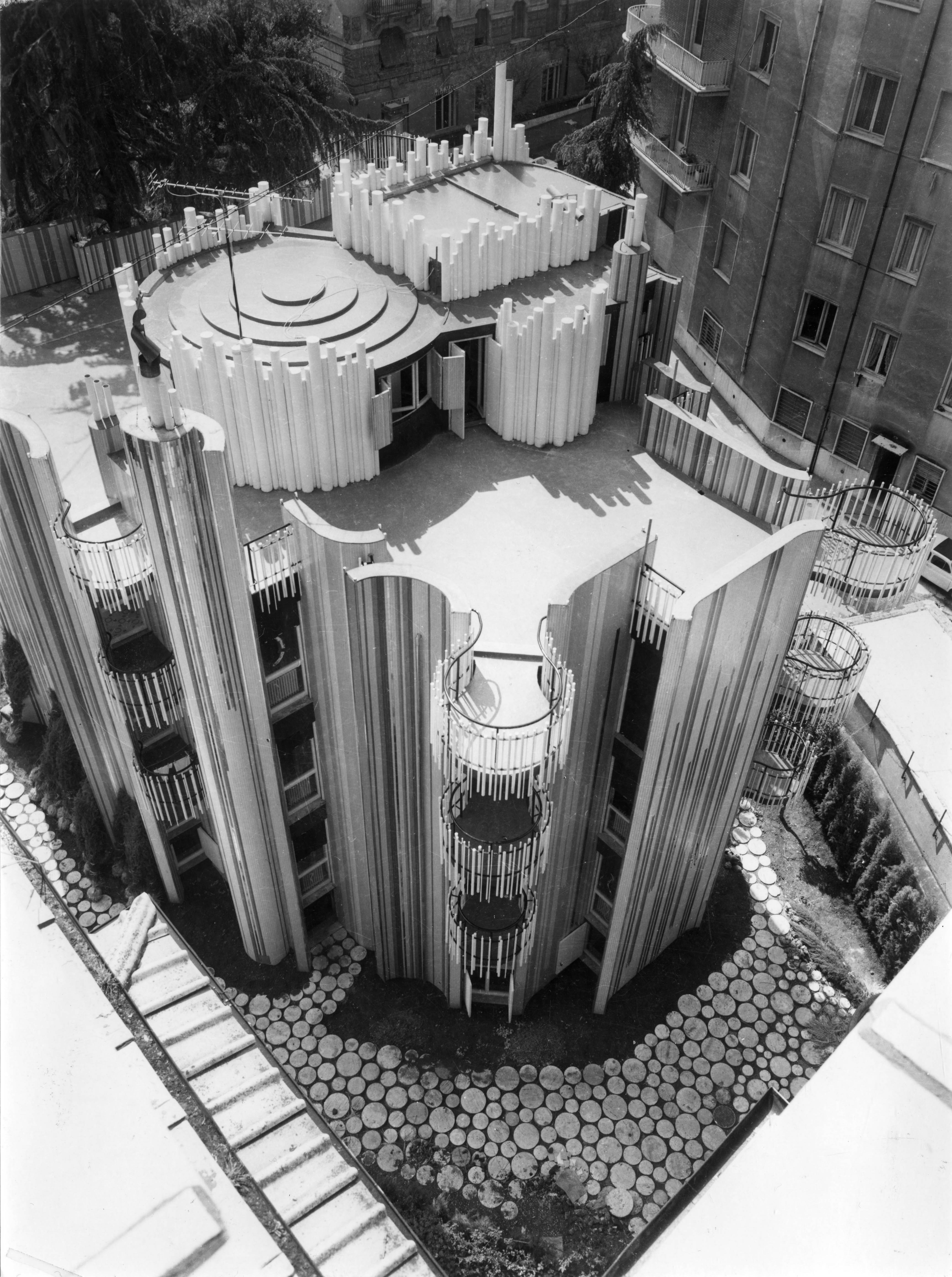
Casa Papanice, uma das obras mais significativas de Paolo Portoghesi no campo da construção residencial, construída entre 1966 e 1968 em colaboração com o engenheiro Vittorio Gigliotti

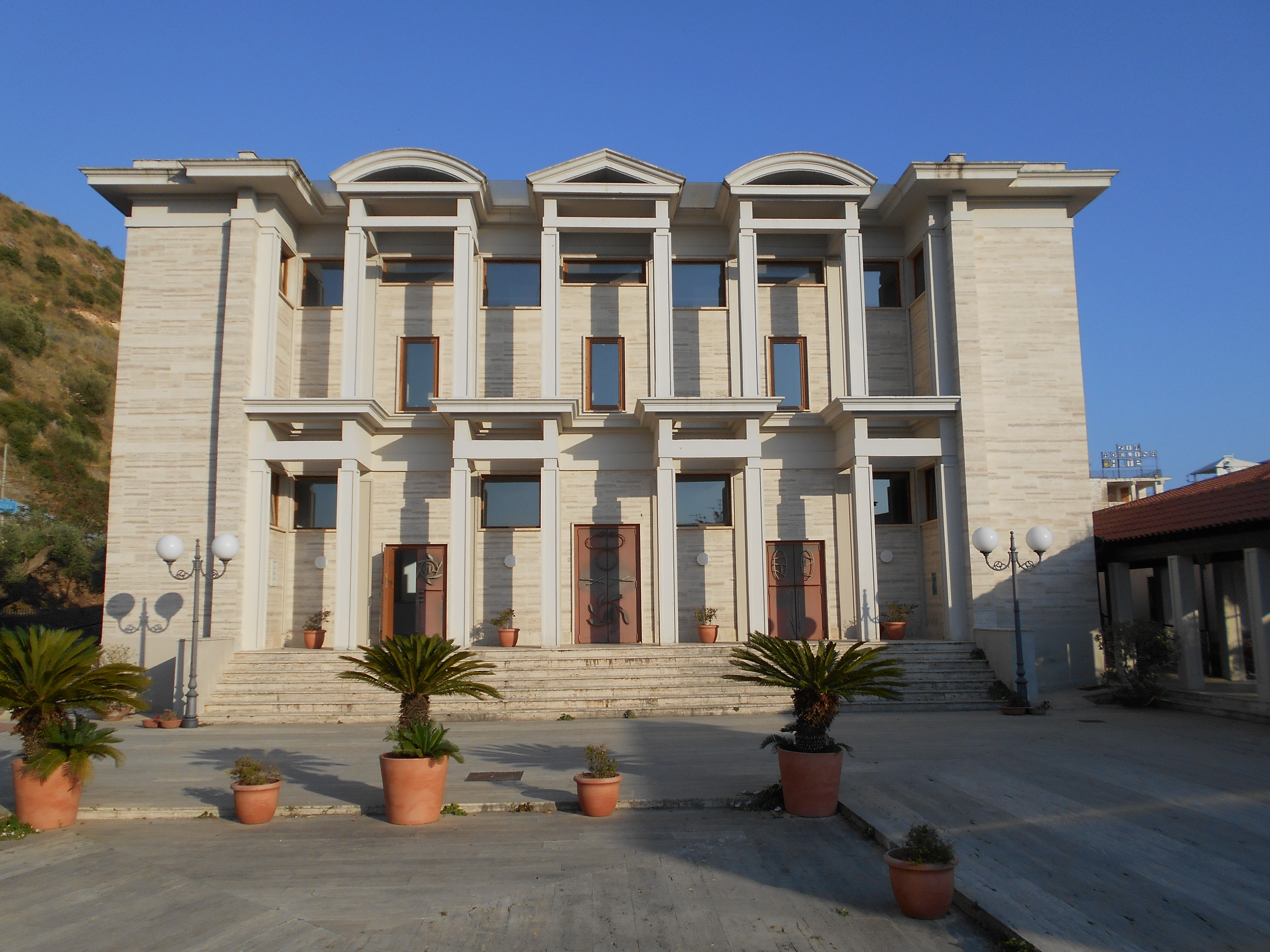
Cine-Teatro-Auditório Parmenide, Paolo Portoghesi e Vittorio Gigliotti, portas de Angelo Casciello, Ascea Marina, Ascea

## Lista parcial de obras
Fonte:
- Prédio de escritórios do INPDAP (anteriormente ENPAS), Lucca
- Casa Baldi, Roma (1959)
- Sede da Associação Industrial, Avellino (1962)
- Andreis House, Scandriglia (1964)
- Casa Bevilacqua (1964)
- Teatro de Cagliari (1965)
- Casa Papanice, Roma (1966)
- Colônia INDAP, Cesenatico (1968?)
- Instituto Técnico Industrial, L'Aquila (1968-78)
- Igreja da Sagrada Família, Salerno (1969)
- Escola Primária João XXIII, Salerno (1970)
- Agência de Serviços Culturais da Região de Abruzzo e biblioteca cívica, Avezzano (1970)
- Centro de Serviços Culturais da Região de Abruzzo e biblioteca cívica, Vasto (1970)
- Grand Hotel, Cartum, Sudão (1972)
- Palácio Real, Amã, Jordânia (1973)
- Mesquita de Roma (1974)
- Academia de Belas Artes, L'Aquila (1978-82)
- Condomínio dos empregados da ENEL, Tarquinia (1981)
- Residência em Tegel para IBA 84, Berlim, Alemanha (1984-88)
- Galeria Apollodoro, Roma (1985)
- Sala de conferências, Terme Tettuccio, Montecatini Terme (1987)
- Residencial Park Borsalino, Alexandria (1987-1991)
- Praça Elimo, Poggioreale (1988)
- Sede da Academia de Belas Artes, L'Aquila (1989)
- Jardim e biblioteca para si mesmo, Calcata (1990)
- Praça Leon Battista Alberti, Rimini (1990)
- Teatro Kursaal Santalucia, Bari (1991)
- Capela de Don Giuseppe Rizzo, Alcamo (1995)
- Igreja de Santa Maria della Pace, Terni (1997)
- O leito de Ulisses, criado por Savio Firmino para a exposição "Abitare il Tempo" (1997)
- Biblioteca Cívica, Abano Terme (1999)
- Grande Mesquita, Estrasburgo, França (2000)
- Teatro Politeama, Catanzaro (2002)
- Jardins de Montpellier (Lattes), França
- Parlamento da América Central, Esquipulas, Guatemala
- Restaurante Primavera, Moscou, Rússia
- Complexo residencial "Agorà", Lanciano (2005)
- Town Hall Square, Pirmasens, Alemanha
- Sede do Royalties Institute, St. Peter's College, Oxford, Reino Unido
- Complexo Residencial, Pequim, China (2003)
- Gravel Square, Parma (2004-2006)
- Praça Pública, Xangai, China (2006)
- Ponte Universitária, Treviso (2006)
- Conclusão da Mesquita de Estrasburgo, França
- Condomínio Renaissance 1 no bairro Talenti em Roma (2008)
- Novo Cemitério de Cesena (2011)
- Remodelação da Piazza San Silvestro, Roma (2012)
- Campus CRO Aviano (2016)
- Igreja de San Benedetto, complexo interparoquial, Lamezia Terme (2019)

## Lista parcial de escritos
Fonte:
- Guarino Guarini (1956)
- Michelangelo architetto (1964) com colaboração de Bruno Zevi
- Roma Barocca (1966)
- Francesco Borromini (1967)
- Dizionario Enciclopedico di Architettura ed Urbanistica (1969)
- Roma del Rinascimento (1970)
- Le inibizioni dell'architettura moderna (1974)
- Album del Liberty (1975) com Giovanna Massobrio
- Album degli anni Venti (1976)
- Album degli anni Cinquanta (1977)
- Album degli Anni Trenta (1978)
- Dopo l'architettura moderna (1980)
- Leggere l'architettura (1981)
- Postmodern: l'architettura nella società post-industriale (1982)
- Giovan Battista Filippo Basile (1825-1891) (1995) com Salvo Lo Nardo
- Victor Horta (1996) com Franco Borsi
- I grandi architetti del 900 (1998)
- Architettura e natura (1999)
- Geoarchitettura. Verso un'architettura della responsabilità (2005)